# Novosilkî, Kaharlîk
Novosilkî (în ucraineană Новосілки) este o comună în raionul Kaharlîk, regiunea Kiev, Ucraina, formată numai din satul de reședință.

## Demografie
Componența lingvistică a comunei Novosilkî
     Ucraineană (96,51%)
     Rusă (2,62%)
     Alte limbi (0,29%)
Conform recensământului din 2001, majoritatea populației comunei Novosilkî era vorbitoare de ucraineană (96,51%), existând în minoritate și vorbitori de rusă (2,62%).